# 橙胸鏢鱸
橙胸鏢鱸為輻鰭魚綱鱸形目鱸亞目河鱸科的其中一種，分布於美國伊利湖及密西西比河流域，體長可達7.2公分，棲息在礫石底質的溪流、湖泊，屬肉食性，以水生昆蟲、橈腳類等為食，雄魚具有護卵的行為。